# FAREWELL (伴都美子のアルバム)
『FAREWELL』（フェアウェル）は、日本の歌手・伴都美子が2006年3月29日にavex traxから発売した1枚目のオリジナルアルバムである。

## 内容
ソロデビュー作品。
ジャケットが異なるCD+DVD盤とCD盤の2形態で発売された。両盤共通でボーナス・トラックが、DVDには今作の表題曲と今作のリード曲「Hold Me…」のミュージック・ビデオが収録された。
オリコンチャート初登場7位を獲得。ソロとして初のトップ10入りを果たした。

## 収録曲
1. farewell [4:06]
作詞：伴都美子
作曲：ジョーイ・カーボーン
編曲：Sin
今作の表題曲。
2. morning glory [4:37]
作詞：井上カノ
作曲：243
編曲：Sin
3. うらら。 [4:03]
作詞：伴都美子
作曲：宮川弾
編曲：Sin
4. Essence [4:26]
作詞：伴都美子
作曲：大西克巳
編曲：Sin
5. horoscope [6:14]
作詞：伴都美子
作曲・編曲：Sin
6. complacence [4:09]
作詞：伴都美子
作曲：大西克巳
編曲：村上正芳
7. 鵺の鳴く夜 [3:59]
作詞：井上カノ
作曲：Jin Nakamura
編曲：村上正芳
8. HOLY PLANET [5:13]
作詞：売野雅勇
作曲：日比野裕史
編曲：Sin
9. Before Sunset [5:35]
作詞：岩里祐穂
作曲：TSUKASA
編曲：Sin
10. Hold Me… [4:54]
作詞：吉田奈生
作曲・編曲：Sin
11. A Dream Is a Wish Your Heart Makes [3:19]
作詞・作曲：マーク デイヴィッド、アル・ホフマン、ジェリー・リヴィングストン
編曲：松原憲
ボーナストラック。

## 参加ミュージシャン
- 伴都美子：Vocals & Chorus (全曲)

サポートミュージシャン
- Sin：Programmed (#1〜5,8〜10)、Acoustic Piano (#1〜3,5,10)、Organ (#9)
- 村上正芳：Programmed & Acoustic Guitar & Electric Guitar (#6,7)
- 松原憲：Programmed (#11)
- 深澤秀行：Manipulator (#4)
- 増崎孝司：Guitar (#1,2,5,8,9)、Acoustic Guitar & Electric Guitar (#10)
- 西川進：Guitar (#3)
- 秋山浩徳：Guitar (#4)
- 徳田善久：Guitar (#8)
- 高水健司：Bass (#1,2,5,10)
- 下野ヒトシ：Bass (#3,8,9)
- 神保伸太郎：Bass (#6,7)
- 種子田健：Bass (#4)
- 村石雅行：Drums (#1,2,5)
- 河村"カースケ"智康：Drums (#3,4)
- 佐々木しげそ：Drums (#6,7)
- 青山純：Drums (#8,9)
- 沼澤尚：Drums (#10)
- 三沢またろう：Percussion (#1)
- 弦一徹ストリングス：Strings (#2,5)
- ウェイウェイ・ウー：Erhu (#1)
- 山本拓夫：Flute (#3)
- 高桑英世：篠笛 (#7)
- 川村ゆみ：Chorus (#11)

## タイアップ
- ファントム・フィルム配給映画『スキージャンプ・ペア Road to TORINO 2006』主題歌 (#2)
- WOWOWテレビドラマ『アウトリミット』主題歌 (#5)
- NHK総合テレビジョン木曜時代劇『柳生十兵衛七番勝負 島原の乱』主題歌 (#7)
- フジテレビ系列月曜9時枠ドラマ『スローダンス』挿入歌 (#10)
- ブエナ・ビスタ・ホーム・エンターテイメントOVA『シンデレラIII 戻された時計の針』テーマ・ソング (#11)